# Collège Émile-Auvray
Le collège Émile-Auvray est un établissement français d'enseignement secondaire  situé à Dourdan en Essonne.

## Situation et accès
Situé 12 avenue de Paris à Dourdan, ce site se trouve dans le centre ville de la commune. Il se trouve aux abords du parc François-Mitterrand.

## Historique
Le collège a été nommé en l'honneur d'Émile Auvray (d), enseignant sur la commune. Les bâtiments ont accueilli pendant cinq ans (1970-1975) les élèves du lycée alors nouvellement créé : le lycée Francisque-Sarcey (aujourd'hui fusionné avec le lycée Alfred-Kastler (en) au sein du lycée Nikola Tesla de Dourdan).

## Organisation et architecture
Le collège se situe sur deux ensembles architecturaux différents : une partie ancienne constituée de plusieurs édifice en meulière; une partie plus récente (deuxième moitié du XXe siècle) en forme de bateau.
Les élèves (environ 500 en 2022) viennent des communes suivantes : Dourdan, Sermaise, Roinville et Le Val-Saint-Germain.
La commune met à disposition de l'établissement un gymnase (gymnase Michel-Audiard) pour les différentes activités scolaires.

## Résultats et classement du collège
En 2019, 88,5% des élèves présentés à l'examen du brevet des collèges ont obtenu leur diplôme; 83,4% en 2020; 85,3% en 2021 (pour 95 élèves passant l'examen).

## Direction du collège
| Nom                   | Entrée en fonction | Cessation de fonctions |
| --------------------- | ------------------ | ---------------------- |
| Sébastien Colucci (d) | 2019               | 2023                   |
| Frédéric Wild         | 2023               |                        |